# 중국선박그룹
중국선박그룹(China State Shipbuilding Corporation Limited , 약칭 CSSC)은 중화인민공화국의 초대형 국영 기업이다. 정식 명칭은 중국선박그룹 유한공사(中国船舶集团有限公司)이며, 대외적으로는 약칭을 사용한다.
조선, 수리, 선박 장비 기술 개발, 화물 및 기술의 수출입 업무를 주로 수행한다. 이 회사는 중화인민공화국 국영 기업이며, 중앙 정부의 지원을 받고 있다. 2019년 11월 26일 중국선박공업그룹(中国船舶工业集团)과 중국선박중공업그룹(中国船舶重工集团)과의 합병을 통해 중국선박그룹이 공식적으로 설립되었다.

## 역사
중국선박그룹은 중국의 초대형 국영기업으로, 조선, 수리, 선박 장비 기술 개발, 화물 및 기술의 수출입 업무를 주로 수행한다1. 이 회사는 중화인민공화국 국유 중앙기업이며, 중앙정부의 지원을 받고 있다. 그리고 새롭게 설립된 중국선박그룹은 2019년 11월 26일에 공식적으로 설립되었다1. 이 회사는 중국의 선박 및 해양 기술 분야에서 중요한 역할을 하고 있다.
- 1950년 10월: 중앙인민정부 중앙공업부의 선박 산업국이 설립되어 선박 산업의 생산과 경영을 담당했다.
- 1953년 1월: 중앙공업부의 기계 산업, 선박 산업, 항공 산업 관리 책임이 분리되어 중앙인민정부 제1기계공업부가 설립되었다. 이 부서는 선박 산업 관리국으로 조직되었다.
- 1982년 5월 4일: 중화인민공화국 제6기계공업부 소속의 138개 기업 및 기관과 중화인민공화국 교통부 소속의 15개 대형 조선소가 합병되어 중국 조선 산업 총회사가 설립되었다.
- 1999년 7월 1일: 중국 조선 산업은 중국 조선 산업 그룹 (CSSC)과 중국 조선 산업 중공업 그룹 (CSIC)으로 분리.
- 2019년 11월 26일: 중국 조선 산업 그룹과 중국 조선 산업 중공업 그룹이 합병되어 중국선박그룹 유한공사가 설립되었다.
- 2020년 11월, 미국 대통령 행정명령 13959에 따라 미국 국방부에 의해 미국 기업은 PLA와 연결된 CSSC를 포함한 회사의 주식을 소유하는 것이 금지되었다.[1][2][3]